# KK Karlovac 67
KK Karlovac 67 je košarkaški klub iz Karlovca, Hrvatska.
Velika hrvatska košarkaška imena u svezi s ovim klubom su Živko Kasun i Boris Križan, zatim predsjednik kluba Dragutin Luketić te direktor Zdravko Švegar.
Klupsko je igralište bilo iza osnovne škole na Baniji.

## Povijest
Povijest ovog kluba je u svezi s karlovačkim Željezničarem. Unutar Željezničara je vremenom došlo do neslaganja u klubu. Tad je Slobodan Kolaković, jedan od najboljih Željezničarovih igrača, zajedno sa skupinom zanesenjaka osnovao Karlovac 67.
Za hrvatsku je športsku povijest značajan po tome što je postao prvakom Hrvatske u juniorskoj konkurenciji. Sastav koji je izborio naslov prvaka bio je: Bjelivuk, Šulentić, Češković, Vukašinović, Ilić, Štahan, Lovrić, Medek, Bašović, Kosovac i Čačić, trener Ivica Peris. Do naslova su došli pobjedama nad Perinčićevim Zadrom (izbacili Lokomotivu) i Željezničarem.
U seniorskoj košarci, klub je tu i tamo postizao uspjehe.